# Lana (album)
Lana (pubblicizzato come SOS Deluxe: LANA) è la riedizione del secondo album in studio della cantautrice statunitense SZA SOS, pubblicata il 20 dicembre 2024 dalle etichette discografiche Top Dawg Entertainment e RCA Records.
Definito dalla testata Time come uno dei progetti più attesi del 2024, Lana ha subito numerose posticipazioni e ripensamenti in termini di progettazione prima della sua pubblicazione ufficiale. Il progetto si compone di quindici tracce tra materiale precedentemente circolato online e inediti, incluso il singoli apri-pista Saturn, e vede come unico artista ospite il rapper Kendrick Lamar.

## Antefatti
Dopo la pubblicazione di SOS, già a partire dalla fine del dicembre 2022, nel corso di svariate interviste concesse a testate come Consequence e Rolling Stones SZA ha iniziato ad anticipare la possibilità di una versione deluxe di SOS contenente alcuni dei brani scartati, in quanto: «Ci sono ancora canzoni che non hanno fatto parte dell'album ma io volevo ne facessero parte, ed è per questo esistono le edizioni deluxe. A volte sono 10 le canzoni che vengono scartate, quindi vedremo». Il 25 febbraio 2023 Billboard ha dichiarato che 10 tracce avrebbero fatto parte dell'edizione deluxe di SOS. In seguito, a settembre 2023, la cantante ha dichiarato che il titolo del progetto sarebbe stato Lana.
Lana è stato per un breve lasso temporale ricategorizzato come un album a sé stante, di fatto rappresentante il terzo album in studio della cantante. Nel novembre 2023, infatti, durante una nuova intervista a Variety, SZA ha dichiarato che, poiché per Lana era stato realizzato molto materiale interessante, le possibilità che diventasse un progetto autonomo erano molto alte. In quell'occasione ha dichiarato: «È diventato più di quanto pensassi. Doveva essere qualcosa di molto soft, perché avevo fatto il massimo con SOS e volevo solo rilassarmi e non pensare troppo, uscire dalla mia testa. Ero così felice di dire qualche stronzata che non significasse un ca**o. Ma ora sta diventando un album a sé stante. Credo che potrei pubblicare un altro album a caso, perché nessuno se lo aspetta da me in questo momento». Dopo un periodo di assenza e silenzio sul nuovo progetto, nel dicembre 2024 SZA conferma ufficialmente che Lana sarebbe stata l'edizione deluxe di SOS e non un album distinto.

## Registrazione
Per la realizzazione dell'album principale, SOS, SZA ha scritto e registrato circa 100 canzoni in un arco temporale di cinque anni. Molte di queste canzoni, però, non sono state incluse nella lista tracce definitiva per via di decisioni prese dal presidente dell'etichetta Top Dawg Entertainment, Punch, e dal produttore dell'album, Rob Bisel, sebbene sia SZA e che i suoi fan avessero sollecitato l'etichetta a ripensare tale scelta. Successivamente alcune canzoni scartate, tra cui Joni e BMF, hanno iniziato a circolare in rete ottenendo una calorosa accoglienza dai fan della cantante. SZA, quindi, decise che alcuni brani scartati da SOS ma meritevoli di essere presenti nell'album sarebbero stati inseriti in Lana. Altri brani, invece, sono stati registrati dopo la pubblicazione di SOS, come per esempio la traccia Diamond Boy (DTM) del 2023.
Il 4 febbraio 2024, durante la cerimonia di premiazione degli annuali Grammy Awards, SZA ha concesso un'intervista al The Hollywood Reporter, dichiarando che l'album stava ancora «prendendo forma», dando la possibilità alla sua voce di seguire «qualsiasi fosse la frequenza dell'album», rifiutandosi di fornire ulteriori dettagli in merito. La cantante ha poi aggiunto che, così facendo, avrebbe inavvertitamente cambiato la direzione creativa dell'album.
Durante le sessioni di registrazione di Lana, SZA ha dichiarato di essersi trovata in uno stato mentale più sereno rispetto a quello di SOS e Ctrl. Il suo modo di pensare è cambiato in modo tale che, invece di essere eccessivamente gravata dal dolore passato, adesso si sente più pronta ad andare avanti e lasciarsi il suo passato alle spalle. Trovando conforto in attività come lo yoga e la meditazione, SZA ha confessato che il suo crescente senso di pace interiore si è riflesso nella sua musica e nella scrittura.

## Descrizione

### Copertina
In base alle diverse anticipazioni pubblicate online, Lana ruota attorno al tema della natura. In diverse occasioni la cantante si è vestita da insetto per sponsorizzare l'album, in particolare durante due suoi concerti in cui ha anticipato alcuni aspetti del nuovo album.
Il 10 dicembre 2023 la cantante aveva diffuso sei copertine temporanee per Lana. Ad eccezione di una, tutte le foto erano ambientate all'interno di uno scenario naturale, come per esempio una fattoria o un campeggio, mentre una ritraeva la cantante vestita con un bikini e con il capo ricoperto interamente di foglie. Amel Mukhatar di British Vogue ha definito lo stile della cantante come bohemian, facendo uno specifico riferimento agli hipster anticonformisti afroamericani degli anni '40.
La copertina ufficiale di Lana, diffusa il 17 dicembre 2024, ritrae la cantante come una creatura insetto con indosso pantaloni cargo e un giacchetto entrambi di color giallo, in piedi nel bel mezzo di un campo con erba alta.

### Titolo
Il titolo è un diminutivo del nome della cantante, Solána, che SZA utilizza anche come nomignolo sin da quando, all'età di 13 anni, aveva intenzione di tatuarsi il suo nome ma non aveva soldi a sufficienza per scriverlo per intero. Durante una intervista a Variety, SZA dichiarò: «Si chiama Lana, il mio nome, ma è il primo tatuaggio che mi sono fatta, quando avevo 13 anni. Costava 10 dollari a lettera e ne avevo solo 40, così è diventato il mio soprannome senza motivo».

## Promozione
L'annuncio ufficiale circa pubblicazione di Lana è avvenuto nel settembre 2023 al Brooklyn Navy Yard, durante una festa su base invito organizzata dalla stessa SZA per celebrare il successo di SOS. Durante l'evento la cantante si è esibita sulle note di Saturn, Diamond Boy (DTM) e BMF. L'artista ha dichiarato a Variety che la pubblicazione dell'album sarebbe stata inaspettata, paragonandosi ad artisti come Frank Ocean e André 3000 in quanto libera di fare ciò che voleva.
Dopo aver rinunciato a una pubblicazione del progetto nel 2023, durante un'intervista concessa a British Vogue nel novembre 2024, SZA ha dichiarato che Lana sarebbe stato pubblicato prima della fine del 2024. Riguardo alle continue posticipazioni dell'album, il manager della cantante Punch ha confermato che la causa fosse da rintracciare nella diffusione online di materiale pensato per il progetto.
Il 10 dicembre 2024, per festeggiare il secondo anniversario della pubblicazione di SOS, SZA ha diffuso un video promozionale raffigurante la stessa cantante camminare cammina in una foresta, con indosso una maglietta con il numero 5 e in sottofondo un brano contenente un campionamento di Voyage to Atlantis dei The Isley Brothers. Nel video la cantante viene vista urinare vicino a un fiume e, mentre risale un pendio nella foresta, compaiono in chiusura le scritte Lana. SOS Deluxe, confermando di fatto che Lana avrebbe costituito la versione deluxe dell'album SOS e non sarebbe stato pubblicizzato come un album in studio a sé stante. Il 17 dicembre 2024 SZA ha diffuso un'anteprima della traccia Drive, tramite due brevi estratti dal video musicale raffiguranti l'attore Ben Stiller seduto all'interno di una macchina mentre canta in playback la canzone in questione. Nella didascalia dei video è stata inoltre svelata la data di pubblicazione di Lana, ovvero il 20 dicembre.

### Singoli
Il 22 febbraio 2024 viene pubblicato a sorpresa sulle piattaforme digitali e streaming Saturn, primo estratto dal progetto. All'inizio dello stesso mese la cantante si era esibita con il brano durante una esibizione sponsorizzata da MasterCard in occasione dei Grammy Awards 2024. Il brano ha ottenuto un modesto successo commerciale in Nord America, raggiungendo la sesta posizione della Billboard Hot 100 statunitense e l'ottava della classifica canadese. Saturn ha ottenuto anche due candidature ai Grammy Awards 2025 nella categoria miglior canzone R&B e miglior interpretazione R&B.
Nelle ore precedenti alla pubblicazione dell'album, l'artista pubblica il video musicale del brano Drive, il quale vede Ben Stiller come protagonista. Il 7 gennaio 2025, tramite le etichette Top Dawg e RCA Records, vengono pubblicati contemporaneamente i brani BMF e 30 for 30, quest'ultimo in collaborazione col rapper statunitense Kendrick Lamar, come secondo e terzo singolo estratti da Lana. Il primo dei due è stato inviato alle radio pop, mentre il secondo alle contemporary hit radio.

## Accoglienza
| Recensione    | Giudizio |
| ------------- | -------- |
| Rolling Stone |          |

In una recensione molto positiva, in cui definisce le 15 tracce dell'album come "eccellenti", Rob Sheffield di Rolling Stone descrive Lana  come una "SZA in modalità ballad elettro R&B da tarda notte", enfatizzando come con i testi dei brani l'artista abbia rivelato molto di sé stessa e della sua schiettezza, notando che SZA "non è mai sembrata così sincera, così snella e diretta" come in questo album.
Jem Aswad, del settimanale statunitense Variety, ha definito Lana una "collezione di basso profilo ma comunque soddisfacente per accompagnare i fan fino al prossimo capitolo [musicale]" di SZA. Inoltre, Aswad aggiunge che, nonostante "chiunque cerchi un'altra canzone che possa lasciare il segno come Kill Bill non la troverà qui", c'è sufficiente materiale di qualità, specialmente tra le ultime tracce dell'album. L'autore infatti definisce il testo del brano Drive come "il più wow" di tutto il progetto, mentre ritiene che Saturn sia "probabilmente la canzone più completa", con un ritornello tintinnante e la classica melodia mellifluo tipica dell'artista.

## Tracce
Disco 1
1. No More Hiding – 2:42 (Solána Rowe, Michael Uzowuru)
2. What Do I Do – 2:47 (Solána Rowe, Benjamin Levin, Carter Lang, Cody Fayne)
3. 30 for 30 (con Kendrick Lamar) – 4:38 (Solána Rowe, Kendrick Lamar Duckworth, Bobby DeBarge, Greg Williams, Anthony Jermaine White)
4. Diamond Boy (DTM) – 3:37 (Solána Rowe, Michael Uzowuru, Carter Lang, Declan Miers, Tyran Donaldson)
5. BMF – 3:00 (Solána Rowe, Carter Lang, Blake Slatkin, Omer Fedi)
6. Scorsese Baby Daddy – 2:34 (Solána Rowe, Michael Uzowuru, Tyler Johnson)
7. Love Me For Me – 3:05 (Solána Rowe, Carter Lang, Rob Bisel, Nick Lee)
8. Chill Baby – 2:20 (Solána Rowe, Calvin Dickinson, Julian Fried, Justin Raisen, Miles McCollum)
9. My Turn – 2:57 (Solána Rowe, Cody Fayne, Rob Bisel)
10. Cry Baby – 4:02 (Solána Rowe, Cody Fayne, Carter Lang, Declan Miers)
11. Kitchen – 2:52 (Solána Rowe, Cody Fayne)
12. Get Behind Me (Interlude) – 1:48 (Solána Rowe, Michael Uzowuru)
13. Drive – 3:05 (Solána Rowe, Cody Fayne, Billy Lemon)
14. Another Life – 3:25 (Solána Rowe, Michael Uzowuru, Dylan Wiggins)
15. Saturn – 3:07 (Solána Rowe, Carter Lang, Rob Bisel, Jared Solomon, Scott Zhang, Cian Ducrot)

Tracce bonus nella riedizione digitale e streaming del 2025
1. Joni (feat. Don Toliver) – 2:07 (Solána Rowe, Rob Bisel, Caleb Toliver, Steven Paul Smith)
2. Take You Down – 2:39 (Solána Rowe, Cody Fayne, Dexter Suhn)
3. Open Arms (just SZA) – 3:35 (Solána Rowe, Rob Bisel, Michael Uzowuru, Douglas Ford, Teo Halm)
4. PSA – 1:39 (Solána Rowe, Rob Bisel, Carter Lang, Will Miller)

Disco 2
Campionamenti
- Il brano 30 for 30 contiene un campionamento di I Call Your Name di Switch.
- Il brano BMF contiene un'interpolazione di The Girl from Ipanema di Stan Getz e Joãn Gilberto, nella versione in collaborazione con Antônio Carlos Jobim e Astrud Gilberto.
- Il brano Kitchen contiene un campionamento di Voyage to Atlantis dei The Isley Brothers.

## Successo commerciale
Negli Stati Uniti, le vendite e gli streaming ottenuti da Lana nella prima settimana di disponibilità hanno contribuito a far ritornare SOS alla prima posizione della Billboard 200. Billboard ha fatto notare che, se Lana fosse stato pubblicato come progetto separato, i numeri ottenuti — 105 000 unità — gli avrebbero comunque consentito di debuttare alla prima posizione della classifica. Grazie a Lana, quindi, SOS è tornato in vetta per una undicesima e una dodicesima settimana complessiva, 22 mesi dopo l'ultima settimana passata alla prima posizione risalente al 4 marzo 2023, stabilendo il record per la più lunga distanza tra due settimane al numero uno per uno stesso album nella storia della classifica.

## Classifiche
| Classifica (2025) | Posizione massima |
| ----------------- | ----------------- |
| Italia            | 74                |
| Norvegia          | 4                 |